# Tom Scott (musiker)
 For alternative betydninger, se Tom Scott. (Se også artikler, som begynder med Tom Scott)
Tom Scott (født 19 maj 1948 i Los Angeles Californien) er en amerikansk saxofonist, komponist, arrangør og dirigent.
Scott har spillet med Dave Grusin, Steve Gadd, Lee Ritenour, Alphonse Mouzon, Joni Mitchell, John Lennon, Oliver Nelson, Paul McCartney, George Harrison, Barbra Streisand, Blondie, Steely Dan, Quincy Jones, Whitney Houston, Olivia Newton-John, Carole King, The Blues Brothers og Frank Sinatra.
Han har lavet en lang række plader i eget navn, og vundet tre Grammy Awards. Scott spiller i jazzfusionsstil.

## Udvalgt Diskografi
- The New York Connection
- Tom Cat
- Street Beat
- Blow It Out Here
- Apple Juice
- Target
- Streamlines
- Flashpoint